# Bill Frisell
William Richard Frisell, más conocido como Bill Frisell (18 de marzo de 1951) es un guitarrista y compositor estadounidense.

## Carrera
Es uno de los guitarristas más conocidos de jazz desde finales de los años 1980, que ha compuesto una obra ecléctica integrada por folk progresivo, música clásica, música country, noise y muchos más. Es conocido por usar una multitud de efectos (delay, distorsión, reverb, octavadores y pedales de volumen, por mencionar algunos) con el fin de crear sonidos únicos con su instrumento.
Frisell nacido en Baltimore, pasa la mayor parte de su juventud en los alrededores de Denver, Colorado y estudia música en la Universidad de Nord Colorado. Su profesor fue Dale Bruning, con quien Frisell grabó un álbum en dúo. Frisell va después a estudiar al Berklee College of Music en Boston donde recibe la enseñanza de Jim Hall que ha influenciado enormemente su manera de tocar y su sonoridad.
La carrera de Frisell se consolidó cuando Pat Metheny, indisponible para una grabación, lo recomienda a Manfred Eicher del sello ECM. Frisell graba desde entonces para el sello y participa en los álbumes Paths, Prints et Wayfarer, de Jan Garbarek. Este último es particularmente seducido por la imaginación y los verdaderos paisajes sonoros que despliega Frisell. 
Su primer álbum fue In Line, álbum solo, con la participación del bajista Arild Andersen en algunas pistas.
Su primer grupo, constituido por Kermit Driscoll al bajo, Joey Baron a la batería y Hank Roberts a violonchelo, recibió muy buena acogida. Rápidamente el grupo fue reducido e un trío (Frisell/Baron/Driscoll) que tuvo auténtico éxito con un repertorio muy amplio que iba del tango al free jazz, del rag al rock duro y de Wess Montgomery a Jimi Hendrix.
En los años 80, vive en New York y participa activamente en la escena musical de la ciudad. Colabora en particular con John Zorn, y forma parte de su grupo Naked City. También colabora con Paul Motian, y después entra en la formación del trío Motian/Frisell/Lovano que tiene un gran éxito.
En 1988 se establece en Seattle. En los años 90 publica dos de sus álbumes más importantes en los que destaca su fraseo peculiar que recuerda a los viejos maestros del country, al mismo tiempo que dibuja paisajes sonoros llenos de mágia:
- Have a Little Faith un conjunto de músicas norteamericanas, de Charles Ives y Aaron Copland a Bob Dylan y Madonna.
- This Land un conjunto de composiciones originales muy influenciadas por el folklore americaino.

En 1995 publica los dos volúmenes que ha grabado, inspirados por las viejas películas del cómico Buster Keaton y que constituyen un buen resumen de su manera de interpretar.
En 1997 Bill Frisell vuelve a sorprender con el álbum Nashville, fruto de su interés por el country, en su acepción más abierta. El disco evoca un lugar indeterminado e idílico donde reina la armonía de la música tradicional. Junto a temas originales, propone temas clásicos de Neil Young (One of these days) y Skeeter Davis (End of the world). El grupo estaba formado por Robin Holcomb (voz), Pat Bergeson (armónica), Adam Steffey (mandolina), Ron Block (banjo y guitarra), Jerry Douglas (dobro) y Victor Krauss (bajo).
Entre 2003 y 2005 Frisell es el director musical de Century of Song, unas series de conciertos en el marco del German Ruhrtriennale arts festival (producido por Lee Townsend). Frisell invita a artistas como Rickie Lee Jones, Elvis Costello, Suzanne Vega, Arto Lindsay, Loudon Wainwright III, Vic Chesnutt, Van Dyke Parks, Buddy Miller, Ron Sexsmith y Chip Taylor a tocar sus canciones favoritas con nuevos arreglos.
En 2003 su álbum The Intercontinentals fue nominado a un Grammy award. Ganó en 2005 el Grammy Award para Best Contemporary Jazz Album por su álbum Unspeakable. En 2009 su álbum History, Mystery fue nominado a un Grammy award para Best Jazz Instrumental Album.
En 2008 Frisell toca como invitado en el álbum de Earth, The Bees Made Honey in the Lion's Skull.
En 2009 Frisell toca una versión del clásico de Leonard Cohen, "Hallelujah" con el cantautor Sam Shrieve en su primer álbum Bittersweet Lullabies.
En 2010 Frisell comienza a grabar para el sello Savoy Jazz y publica Beautiful Dreamers en agosto, seguido de Sign of Life en abril de 2011. También en enero de 2011, Frisell y Vinicius Cantuária publican Lágrimas Mexicanas en el sello E1.
En septiembre de 2011 Frisell publica All We Are Saying, con interpretaciones de temas de John Lennon. Su quinteto incluye a la violinista Jenny Scheinman, al pedal steel y guitarra acústica Greg Leisz, el bajo Tony Scherr y el batería Kenny Wollesen.
En 2016 publica el álbum When you wish upon a Stareste que presenta un conjunto de canciones cinematográficas que incluyen títulos como Matar a un ruiseñor, Pinocho, Psicosis, El padrino, La bella y la bestia, Moon River... y divertimentos como la sintonía de Bonanza.

## Discografía

### Como líder
| Álbum                                                                                           | Año  | Sello             |
| ----------------------------------------------------------------------------------------------- | ---- | ----------------- |
| In Line                                                                                         | 1983 | ECM               |
| Rambler                                                                                         | 1984 | ECM               |
| Lookout for Hope                                                                                | 1987 | ECM               |
| Before We Were Born                                                                             | 1989 | Nonesuch          |
| Is That You?                                                                                    | 1990 | Nonesuch          |
| Where in the World?                                                                             | 1991 | Nonesuch          |
| Have a Little Faith                                                                             | 1992 | Nonesuch          |
| This Land                                                                                       | 1994 | Nonesuch          |
| Go West: Music for the Films of Buster Keaton                                                   | 1995 | Nonesuch          |
| The High Sign/One Week: Music for the Films of Buster Keaton                                    | 1995 | Nonesuch          |
| Live                                                                                            | 1995 | Gramavision       |
| Quartet                                                                                         | 1996 | Nonesuch          |
| Nashville                                                                                       | 1997 | Nonesuch          |
| Gone, Just Like a Train                                                                         | 1998 | Nonesuch          |
| Good Dog, Happy Man                                                                             | 1999 | Nonesuch          |
| The Sweetest Punch: The New Songs of Elvis Costello and Burt Bacharach Arranged by Bill Frisell | 1999 | Decca             |
| Ghost Town                                                                                      | 2000 | Nonesuch          |
| Blues Dream                                                                                     | 2001 | Nonesuch          |
| With Dave Holland and Elvin Jones                                                               | 2001 | Nonesuch          |
| The Willies                                                                                     | 2002 | Nonesuch          |
| The Intercontinentals                                                                           | 2003 | Nonesuch          |
| Unspeakable                                                                                     | 2004 | Nonesuch          |
| Richter 858                                                                                     | 2005 | Songlines         |
| East/West                                                                                       | 2005 | Nonesuch          |
| Further East/Further West                                                                       | 2005 | Nonesuch          |
| Bill Frisell, Ron Carter, Paul Motian                                                           | 2006 | Nonesuch          |
| History, Mystery                                                                                | 2008 | Nonesuch          |
| Disfarmer                                                                                       | 2009 | Nonesuch          |
| All Hat (Original Motion Picture Soundtrack)                                                    | 2009 | EmArcy            |
| Beautiful Dreamers                                                                              | 2010 | Savoy Label Group |
| Sign of Life                                                                                    | 2011 | Savoy Label Group |
| All We Are Saying                                                                               | 2011 | Savoy Jazz        |
| Silent Comedy                                                                                   | 2013 | Tzadik            |
| Big Sur                                                                                         | 2013 | OKeh              |
| Guitar in the Space Age!                                                                        | 2014 | OKeh              |
| When You Wish Upon A Star                                                                       | 2016 | OKeh              |

|Valentine
|2020
|Blue Note
|}

### Compilaciones
- Works (ECM, 1990)
- A-Collection (WEA, 2000)
- Rarum: Selected Recordings of Bill Frisell (ECM, 2002)
- The Best of Bill Frisell, Vol. 1 - Folk Songs (Nonesuch, 2009)

### Colaboraciones
- Theoretically with Tim Berne (Empire, 1984)
- Smash & Scatteration with Vernon Reid (Ryko, 1985)
- Strange Meeting by Power Tools - Bill Frisell, Melvin Gibbs and Ronald Shannon Jackson (Antilles, 1987)
- Just So Happens with Gary Peacock (Postcards, 1994)
- Going Back Home with Ginger Baker Trio (Atlantic, 1994)
- American Blood/Safety in Numbers with Victor Bruce Godsey and Brian Ales (Intuition, 1995)
- Deep Dead Blue with Elvis Costello (Nonesuch, 1995)
- Motion Pictures with Michael White (Intuition, 1997)
- Songs We Know with Fred Hersch (Nonesuch, 1998)
- Reunion with Dale Bruning (Jazz Link Enterprises, 2001)
- Petra Haden and Bill Frisell with Petra Haden (True North, 2003)
- The Elephant Sleeps but Still Remembers with Jack DeJohnette (Golden Beams, 2006)
- Floratone with Matt Chamberlain, Lee Townsend and Tucker Martine (Blue Note, 2007)
- Hemispheres with Jim Hall (ArtistShare, 2008)
- Floratone II with Matt Chamberlain, Lee Townsend and Tucker Martine (Savoy, 2012)
- Balladeering with Jakob Bro (Loveland, 2009)
- Lágrimas Mexicanas with Vinicius Cantuária (Naïve, 2011)
- Time with Jakob Bro (Loveland, 2011)
- Enfants Terribles with Lee Konitz, Gary Peacock and Joey Baron (Half Note, 2012)
- Amarcord  Tribute Nino Rota (Hannibal 1981)

### Con Paul Motian y Joe Lovano
- Paul Motian Band - Psalm with Ed Schuller and Billy Drewes (ECM, 1982)
- Paul Motian - The Story of Maryam with Ed Schuller and Jim Pepper (Soul Note, 1984)
- Paul Motian Quintet - Jack of Clubs with Ed Schuller and Jim Pepper (Soul Note, 1985)
- Paul Motian Trio - It Should've Happened a Long Time Ago (ECM, 1985)
- Paul Motian Quintet - Misterioso with Ed Schuller and Jim Pepper (Soul Note, 1987)
- Paul Motian - Monk in Motian with Geri Allen and Dewey Redman (JMT, 1988)
- Paul Motian - On Broadway Volume 1 (JMT, 1989)
- Paul Motian Trio - One Time Out (Soul Note, 1989)
- Joe Lovano Wind Ensemble - Worlds (Label Bleu, 1989)
- Paul Motian - On Broadway Volume 2 with Charlie Haden (JMT, 1989)
- Paul Motian - Bill Evans with Marc Johnson (JMT, 1990)
- Paul Motian - Motian in Tokyo (JMT, 1991)
- Paul Motian - On Broadway Volume 3 with Lee Konitz and Charlie Haden (JMT, 1991)
- Paul Motian Trio - Trioism (JMT, 1994)
- Paul Motian Trio - At the Village Vanguard (JMT, 1995)
- Paul Motian Trio - Sound of Love (Winter & Winter, 1997)
- Paul Motian Trio - I Have the Room Above Her (ECM, 2005)
- Paul Motian Trio - Time and Time Again (ECM, 2007)
- Paul Motian - The Windmills of Your Mind with Petra Haden and Thomas Morgan w/o Lovano (Winter & Winter, 2011)

### Con John Zorn
- John Zorn - The Big Gundown (Elektra/Nonesuch, 1986)
- John Zorn - Godard on French compilation Godard ça vous chante? (Nato, 1986, Tzadik reissue on Godard/Spillane, 1999)
- John Zorn - Cobra (HatHut, 1987)
- John Zorn - Spillane (Elektra/Nonesuch, 1987)
- News for Lulu, Trio with George Lewis (HatHut, 1988)
- John Zorn - Filmworks VII: Cynical Hysterie Hour (CBS/Sony (Japan), 1989)
- More News for Lulu (HatHut, 1990)
- John Zorn - Filmworks 1986-1990 (Elektra Nonesuch, 1992)
- John Zorn - Filmworks III: 1990-1995 (Toys Factory, 1996)
- John Zorn - New Traditions in East Asian Bar Bands (Tzadik, 1997)
- John Zorn - Masada Guitars (Tzadik, 2003)
- John Zorn - The Gnostic Preludes (Tzadik, 2012) with the Gnostic Trio
- John Zorn - The Mysteries (Tzadik, 2013) with the Gnostic Trio
- John Zorn - In Lambeth (Tzadik, 2013) with the Gnostic Trio
- John Zorn - The Testament of Solomon (Tzadik, 2014) with the Gnostic Trio

## Galería

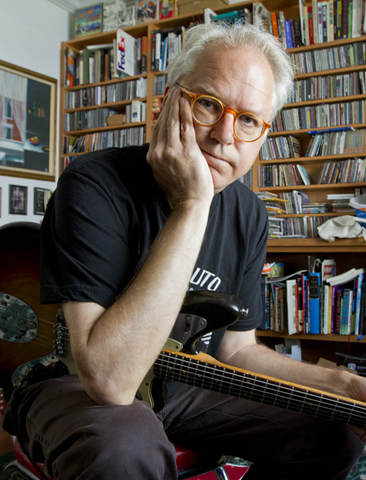
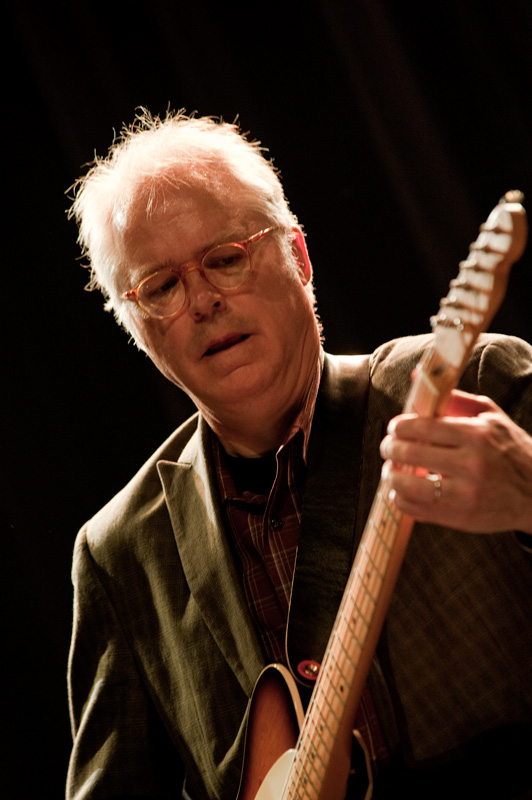
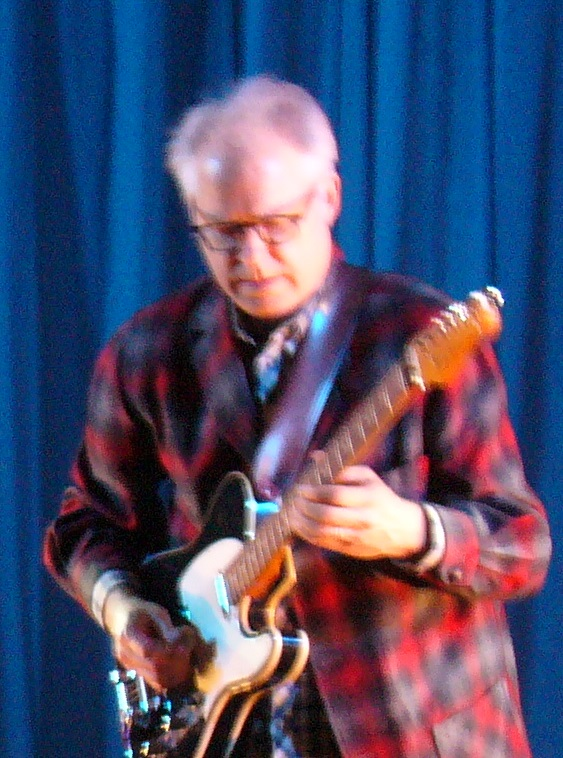
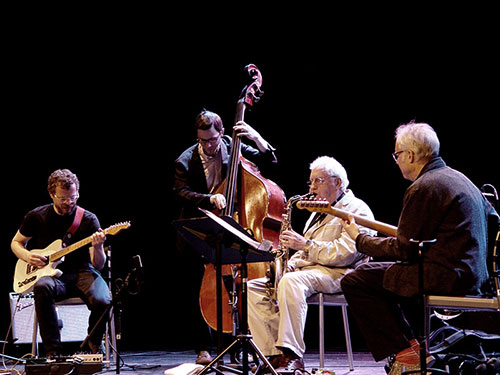
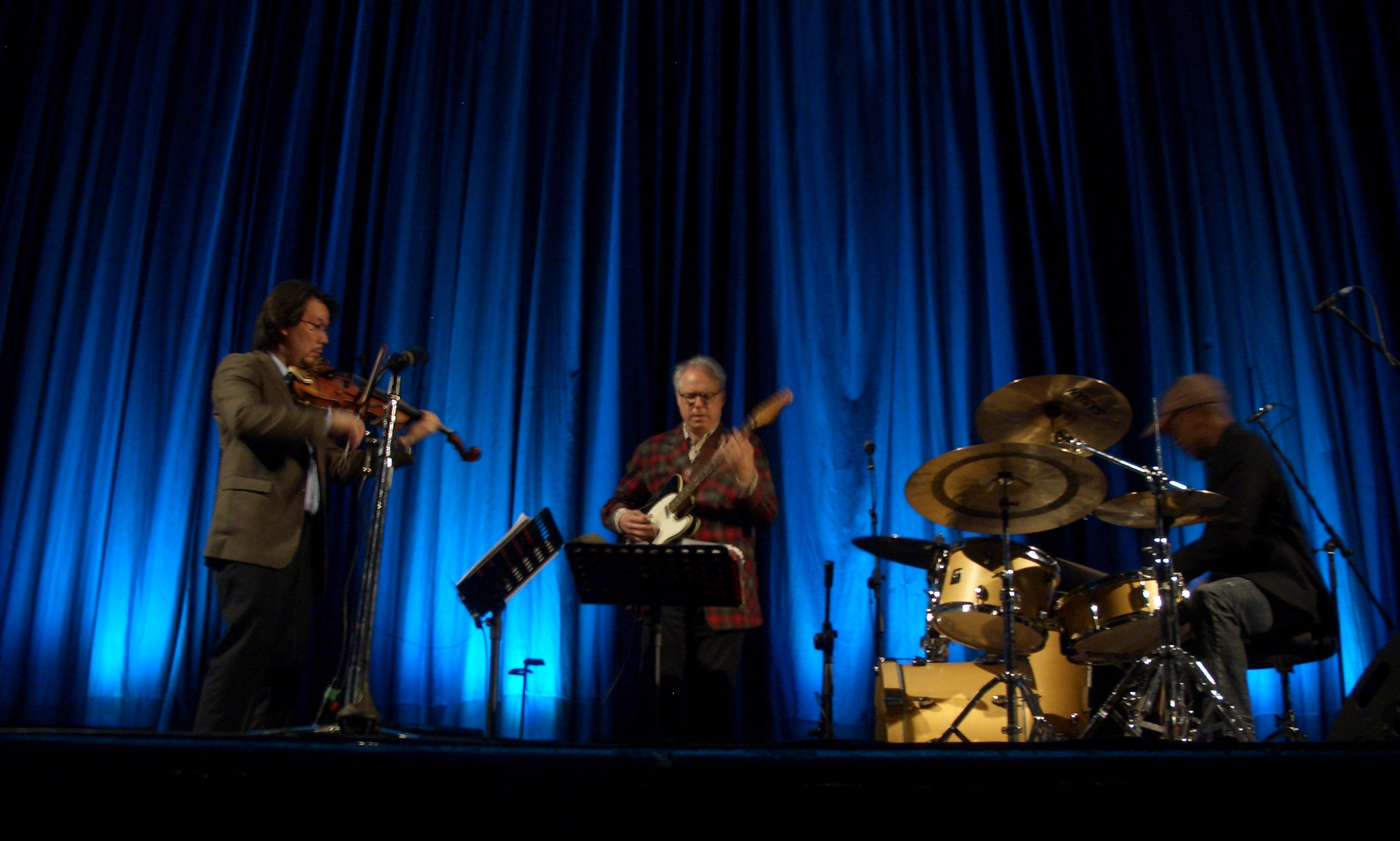
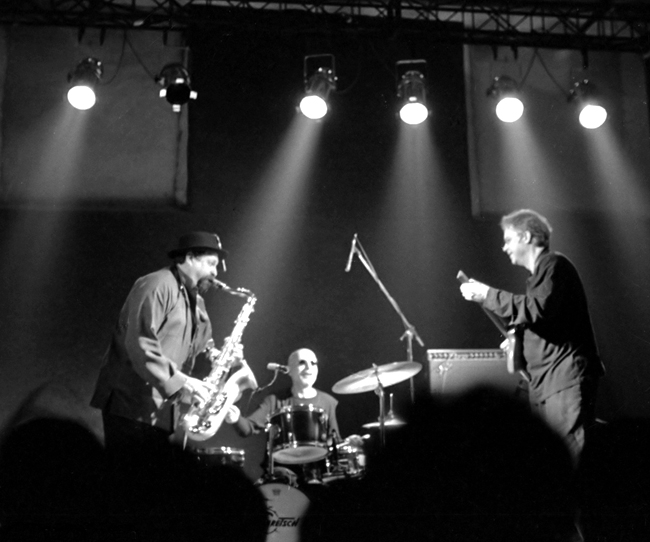